# Power Rangers Ninja Steel
Power Rangers Ninja Steel oraz Power Rangers Super Ninja Steel – dwudziesty czwarty i dwudziesty piąty sezon amerykańskiego serialu dla dzieci i młodzieży Power Rangers, oparty na japońskim serialu tokusatsu Shuriken Sentai Ninninger.
Seria Power Rangers Ninja Steel/Super Ninja Steel ma składać się z dwóch sezonów liczących łącznie 44 odcinki (22+22) i jest trzecią inkarnacją w historii serialu w tematyce ninja – po trzecim sezonie Mighty Morphin Power Rangers/Mighty Morphin Alien Rangers oraz Power Rangers Ninja Storm.
Premiera produkcji odbyła się 21 stycznia 2017 roku w Stanach Zjednoczonych, na antenie stacji Nickelodeon.
Power Rangers Ninja Steel zadebiutowało w Polsce 1 stycznia 2018 roku w serwisie Netflix. Wszystkie odcinki są dostępne w wersji z polskimi napisami.
Drugi sezon produkcji, Power Rangers Super Ninja Steel, jest jednocześnie dwudziestym piątym w historii serialu. Z tej okazji przygotowano specjalny odcinek Dimensions in Danger, w którym rangersi muszą uratować świat wspólnie z wojownikami z poprzednich sezonów.
To ostatni sezon Power Rangers tworzony przez Saban Brands we współpracy z amerykańskim oddziałem firmy Bandai. Począwszy od Power Rangers Beast Morphers w 2019 roku, serial będzie produkowany przez firmę Hasbro.

## Opis fabuły

### Ninja Steel
Akcja serii rozpoczyna się w głębi przestrzeni kosmicznej, gdzie Galvanax jest panującym mistrzem najpopularniejszego międzygalaktycznego teleturnieju we wszechświecie, w którym potwory walczą o miano najpotężniejszego wojownika. Jest zdeterminowany, aby zostać niezwyciężonym dzięki posiadaniu mitycznego Pryzmatu Ogniwa Ninja, w którym zawarte jest sześć nadprzyrodzonych gwiazd mocy ninja. Na jego drodze do celu stoi jednak nowy zespół heroicznych, nastoletnich Power Rangers, który znajduje się w posiadaniu pryzmatu. Zły Galvanax wysyła swoich wojowników na Ziemię w celu kradzieży gwiazd mocy, zaś każda ich walka przeciwko rangersom jest transmitowana w całym wszechświecie. Power Rangers Ninja Steel muszą wspólnie opanować arsenał gwiazd mocy, zordów, megazordów, wykonanych w legendarnej i tytułowej ninja stali, aby powstrzymać siły zła i uratować Ziemię przed zniszczeniem.

### Super Ninja Steel
Po pokonaniu Galvanaxa, bohaterscy nastolatkowie muszą znów zmierzyć się ze swoim dawnym przeciwnikiem. Odkrywają oni, że Madame Ohyda wciąż żyje i jest zdolna do wszystkiego, aby zdobyć Pryzmat Ogniwa Ninja i przywrócić go do życia dla swych niecnych celów. Teraz Rangersi, wspólnie z niespodziewaną pomocą ze strony nowych przyjaciół, muszą użyć mocy współpracy, aby chronić pryzmat, pokonać Madame Ohydę i ponownie uratować świat.

## Obsada
Poniższa lista przedstawia głównych bohaterów serialu Power Rangers Ninja Steel/Super Ninja Steel wraz z nazwiskami odtwórców ról.

### Rangersi
| Ranger | Ranger                       | Postać         | Aktor            |
| ------ | ---------------------------- | -------------- | ---------------- |
|        | Ninja Steel Czerwony Ranger  | Brody Romero   | Will Shewfelt    |
|        | Ninja Steel Niebieski Ranger | Preston Tien   | Peter Sudarso    |
|        | Ninja Steel Żółty Ranger     | Calvin Maxwell | Nico Greetham    |
|        | Ninja Steel Biała Rangerka   | Hayley Foster  | Zoe Robins       |
|        | Ninja Steel Różowa Rangerka  | Sarah Thompson | Chrystiane Lopes |
|        | Ninja Steel Złoty Ranger     | Levi Weston    | Jordi Webber     |

### Sprzymierzeńcy
- Mick Kanic (Kelson Henderson) – potrafiący zmieniać swój kształt kosmita, mentor drużyny rangersów.
- Redbot (głos: Byron Coll) – robot, przyjaciel Brody’ego.
- Victor Vincent (Chris Reid) – najpopularniejszy uczeń liceum, przewodniczący klasy rangersów, postać komiczna.
- Monty (Caleb Bendit) – szkolny kujon współpracujący z Victorem Vincentem, postać komiczna.

#### Rangersi z poprzednich serii
| Ranger | Ranger                         | Seria                          | Postać                 | Aktor                |
| ------ | ------------------------------ | ------------------------------ | ---------------------- | -------------------- |
|        | Zielony Ranger                 | Mighty Morphin Zeo Dino Grzmot | Tommy Oliver           | Jason David Frank    |
|        | Biały Ranger                   | Mighty Morphin Zeo Dino Grzmot | Tommy Oliver           | Jason David Frank    |
|        | Zeo Ranger V Czerwony          | Mighty Morphin Zeo Dino Grzmot | Tommy Oliver           | Jason David Frank    |
|        | Czarny Dino Ranger             | Mighty Morphin Zeo Dino Grzmot | Tommy Oliver           | Jason David Frank    |
|        | Czerwony Ranger                | Mighty Morphin                 | Rocky DeSantos         | Steve Cardenas       |
|        | Różowa Turbo Rangerka          | Turbo                          | Katherine Hillard      | Catherine Sutherland |
|        | Niebieski Kosmiczny Ranger     | W kosmosie                     | T.J. Johnson           | Selwyn Ward          |
|        | Time Force Czerwony Ranger     | Time Force                     | Wesley Collins         | Jason Faunt          |
|        | Biały Dino Ranger              | Dino Grzmot                    | Trent Fernandez-Mercer | Jeffrey Perazzo      |
|        | Ranger Operator Serii Srebrnej | RPM                            | Gemma                  | Li Ming Hu           |
|        | Złoty Samurai Ranger           | Samurai                        | Antonio Garcia         | Steven Skyler        |
|        | Megaforce Żółta Rangerka       | Megaforce                      | Gia Moran              | Ciara Hanna          |
|        | Dino Charge Niebieski Ranger   | Dino Charge                    | Koda                   | Yoshi Sudarso        |

### Wrogowie
- Galvanax (głos: Richard Simpson) – główny antagonista serii. Niezwyciężony mistrz i producent programu Galactic Warriors, emitowanego w całym wszechświecie. Jest odpowiedzialny za zniknięcie ojca Brody’ego, a także porwanie i uwięzienie przyszłego czerwonego rangera na swoim statku.
- Cosmo Royale (głos: Campbell Cooley) – prowadzący program Galactic Warriors.
- Madame Ohyda (głos: Jacque Drew) – doradczyni Galvanaxa. Uwięziła złotego rangera, a jego kryształ zachowała dla siebie. Jednak ostatecznie jej plan zawiódł, co tylko zaostrzyło podejrzenia Ripcona.
- Ripcon (głos: Campbell Cooley) – główny wojownik Galvanaxa, a także zaprzysiężony przeciwnik czerwonego rangera. Jest odpowiedzialny za większość ataków na miasto i Rangersów. Jego największą bronią jest brutalna siła, choć potrafi wykazać się również ogromnym sprytem w celu zdobycia kryształów. Posądza Madame Odius o zdradę, jak się z czasem okazuje, słusznie.

## Power Rangers Ninja Steel (Sezon 24; 2017)
| Premiera w USA                                       | Polska premiera | Nr  | Nr w serii | Polski tytuł              | Angielski tytuł           |
| ---------------------------------------------------- | --------------- | --- | ---------- | ------------------------- | ------------------------- |
|                                                      |                 |     |            |                           |                           |
| SEZON DWUDZIESTY CZWARTY – POWER RANGERS NINJA STEEL |                 |     |            |                           |                           |
|                                                      |                 |     |            |                           |                           |
| 21.01.2017                                           | 01.01.2018      | 832 | 01         | Powrót pryzmatu           | Return of the Prism       |
|                                                      |                 |     |            |                           |                           |
| 28.01.2017                                           | 01.01.2018      | 833 | 02         | Wykuci ze stali           | Forged in Steel           |
|                                                      |                 |     |            |                           |                           |
| 04.02.2017                                           | 01.01.2018      | 834 | 03         | Żyj i ucz się             | Live and Learn            |
|                                                      |                 |     |            |                           |                           |
| 11.02.2017                                           | 01.01.2018      | 835 | 04         | Czarodziej Preston        | Presto Change-o           |
|                                                      |                 |     |            |                           |                           |
| 25.02.2017                                           | 01.01.2018      | 836 | 05         | Jedź i przetrwaj          | Drive to Survive          |
|                                                      |                 |     |            |                           |                           |
| 04.03.2017                                           | 01.01.2018      | 837 | 06         | Mój przyjaciel Redbot     | My Friend, Redbot         |
|                                                      |                 |     |            |                           |                           |
| 18.03.2017                                           | 01.01.2018      | 838 | 07         | Atak hakera               | Hack Attack               |
|                                                      |                 |     |            |                           |                           |
| 18.03.2017                                           | 01.01.2018      | 839 | 08         | Gorączka złota            | Gold Rush                 |
|                                                      |                 |     |            |                           |                           |
| 12.08.2017                                           | 01.01.2018      | 840 | 09         | Rock’n’rollowanie         | Rocking and Rolling       |
|                                                      |                 |     |            |                           |                           |
| 19.08.2017                                           | 01.01.2018      | 841 | 10         | Wstęga rangerów           | The Ranger Ribbon         |
|                                                      |                 |     |            |                           |                           |
| 26.08.2017                                           | 01.01.2018      | 842 | 11         | Trujący spisek            | Poisonous Plots           |
|                                                      |                 |     |            |                           |                           |
| 02.09.2017                                           | 01.01.2018      | 843 | 12         | Zjednoczenie rodziny      | Family Fusion             |
|                                                      |                 |     |            |                           |                           |
| 09.09.2017                                           | 01.01.2018      | 844 | 13         | Potworny wyścig           | Ace and the Race          |
|                                                      |                 |     |            |                           |                           |
| 16.09.2017                                           | 01.01.2018      | 845 | 14         | Królewski przeciwnik      | The Royal Rival           |
|                                                      |                 |     |            |                           |                           |
| 23.09.2017                                           | 01.01.2018      | 846 | 15         | Królewski bój             | The Royal Rumble          |
|                                                      |                 |     |            |                           |                           |
| 14.10.2017                                           | 01.01.2018      | 847 | 16         | Szkolne wybory            | Monkey Business           |
|                                                      |                 |     |            |                           |                           |
| 21.10.2017                                           | 01.01.2018      | 848 | 17         | Przygody Redbota          | The Adventures of Redbot  |
|                                                      |                 |     |            |                           |                           |
| 28.10.2017                                           | 01.01.2018      | 849 | 18         | Abrakaniebiezpieczeństwo! | Abrakadanger!             |
|                                                      |                 |     |            |                           |                           |
| 04.11.2017                                           | 01.01.2018      | 850 | 19         | Pomocna dłoń              | Helping Hand              |
|                                                      |                 |     |            |                           |                           |
| 18.11.2017                                           | 01.01.2018      | 851 | 20         | Galvanax atakuje          | Galvanax Rise             |
|                                                      |                 |     |            |                           |                           |
| 07.10.2017                                           | 01.01.2018      | 852 | S1         | Hiena cmentarna           | Grave Robber              |
|                                                      |                 |     |            |                           |                           |
| 02.12.2017                                           | 01.01.2018      | 853 | S2         | Podróż w czasie           | Past, Presents and Future |
|                                                      |                 |     |            |                           |                           |

## Power Rangers Super Ninja Steel (Sezon 25; 2018)
| Premiera w USA                                           | Polska premiera | Nr  | Nr w serii | Polski tytuł                 | Angielski tytuł               |
| -------------------------------------------------------- | --------------- | --- | ---------- | ---------------------------- | ----------------------------- |
|                                                          |                 |     |            |                              |                               |
| SEZON DWUDZIESTY PIĄTY – POWER RANGERS SUPER NINJA STEEL |                 |     |            |                              |                               |
|                                                          |                 |     |            |                              |                               |
| 27.01.2018                                               | 01.01.2019      | 854 | 01         | Echa zła                     | Echoes of Evil                |
|                                                          |                 |     |            |                              |                               |
| 03.02.2018                                               | 01.01.2019      | 855 | 02         | Chwila prawdy                | Moment of Truth               |
|                                                          |                 |     |            |                              |                               |
| 10.02.2018                                               | 01.01.2019      | 856 | 03         | Trudna miłość                | Tough Love                    |
|                                                          |                 |     |            |                              |                               |
| 17.02.2018                                               | 01.01.2019      | 857 | 04         | Na fali                      | Making Waves                  |
|                                                          |                 |     |            |                              |                               |
| 24.02.2018                                               | 01.01.2019      | 858 | 05         | Plan gry                     | Game Plan                     |
|                                                          |                 |     |            |                              |                               |
| 03.03.2018                                               | 01.01.2019      | 859 | 06         | Atak Galaktycznych Ninja     | Attack of the Galactic Ninjas |
|                                                          |                 |     |            |                              |                               |
| 10.03.2018                                               | 01.01.2019      | 860 | 07         | Potrzeba szybkości           | The Need For Speed            |
|                                                          |                 |     |            |                              |                               |
| 17.03.2018                                               | 01.01.2019      | 861 | 08         | Złapany na gorącym uczynku   | Caught Red-Handed             |
|                                                          |                 |     |            |                              |                               |
| 25.08.2018                                               | 01.01.2019      | 862 | 09         | Odrzucony                    | Outfoxed                      |
|                                                          |                 |     |            |                              |                               |
| 28.08.2018                                               | 01.01.2019      | 863 | 10         | Wymiary w niebezpieczeństwie | Dimensions in Danger          |
|                                                          |                 |     |            |                              |                               |
| 01.09.2018                                               | 01.01.2019      | 864 | 11         | Ukąszenia miłości            | Love Stings                   |
|                                                          |                 |     |            |                              |                               |
| 08.09.2018                                               | 01.01.2019      | 865 | 12         | Szał fanów                   | Fan Frenzy                    |
|                                                          |                 |     |            |                              |                               |
| 15.09.2018                                               | 01.01.2019      | 866 | 13         | Przygotuj się na porażkę     | Prepare To Fail               |
|                                                          |                 |     |            |                              |                               |
| 22.09.2018                                               | 01.01.2019      | 867 | 14         | Szeryfowy ogień nieba        | Sheriff Skyfire               |
|                                                          |                 |     |            |                              |                               |
| 29.09.2018                                               | 01.01.2019      | 868 | 15         | Wsparcie techniczne          | Tech Support                  |
|                                                          |                 |     |            |                              |                               |
| 06.10.2018                                               | 01.01.2019      | 869 | 16         | Kłopoty z samochodem         | Car Trouble                   |
|                                                          |                 |     |            |                              |                               |
| 13.10.2018                                               | 01.01.2019      | 870 | 17         | Cieszę się, że jestem mną    | Happy To Be Me                |
|                                                          |                 |     |            |                              |                               |
| 27.10.2018                                               | 01.01.2019      | 871 | 18         | Magiczny niewypał            | Magic Misfire                 |
|                                                          |                 |     |            |                              |                               |
| 03.11.2018                                               | 01.01.2019      | 872 | 19         | Sygnał zagłady               | Doom Signal                   |
|                                                          |                 |     |            |                              |                               |
| 10.11.2018                                               | 01.01.2019      | 873 | 20         | Dotknięcie Nexusa            | Reaching the Nexus            |
|                                                          |                 |     |            |                              |                               |
| 20.10.2018                                               | 01.01.2019      | 874 | S1         | Mieszanka potworów           | Monster Mix-Up                |
|                                                          |                 |     |            |                              |                               |
| 01.12.2018                                               | 01.01.2019      | 875 | S2         | Poisandra Show               | The Poisy Show                |
|                                                          |                 |     |            |                              |                               |